# Leptogorgia aequatorialis
Leptogorgia aequatorialis är en korallart som beskrevs av Bielschowsky 1918. Leptogorgia aequatorialis ingår i släktet Leptogorgia och familjen Gorgoniidae. Inga underarter finns listade i Catalogue of Life.